# Ramon Frederic de Vilana-Perles i Camarasa
Ramon Frederic de Vilana-Perles i Camarasa (Barcelona, 1663 - Viena, 5 de juny del 1741), Marquès de Rialb (1710-1741), fou un notari català i home d'estat de l'emperador Carles VI del Sacre Imperi.

## Orígens familiars

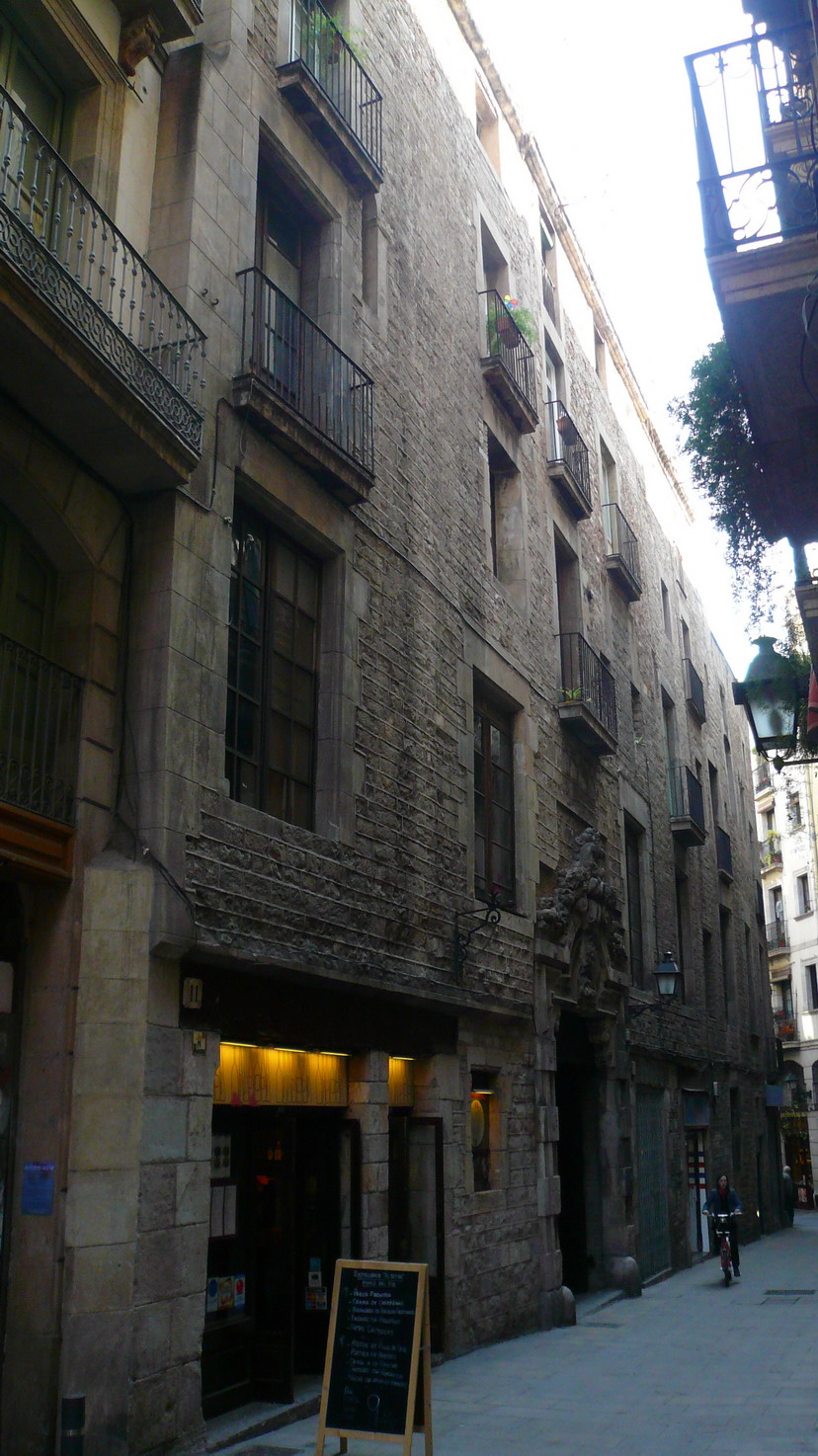
Residència de Ramon Frederic de Vilana-Perles al carrer del Regomir de Barcelona, coneguda com a Palau Vilana-Perles.

Ramon Frederic de Vilana-Perles va néixer a Barcelona al voltant del 1663, essent el segon fill de Ramon Vilana-Perles i d'Eulàlia Camarasa. La família paterna, originària d'Oliana, estava extensament vinculada al dret i a l'Església, com també ho estava la família materna. L'avi patern, Joan Vilana-Perles, era notari públic de Barcelona, si bé va exercir majoritàriament a Oliana. El pare, Ramon Vilana-Perles, fou ciutadà honrat de Barcelona on també hi exercí de notari públic, juntament amb Francesc Reverter, oncle de la seva esposa Eulàlia. L'avi matern, Miquel Camarasa, també era notari públic de Barcelona.
|  |                                                           |  |  |  |  |  |  |  |  |  |  |  |  |  |  |  |
|  | 4. Joan Vilana-Perles i Rius                              |  |  |  |  |  |  |  |  |  |  |  |  |  |  |  |
|  |                                                           |  |  |  |  |  |  |  |  |  |  |  |  |  |  |  |
|  |                                                           |  |  |  |  |  |  |  |  |  |  |  |  |  |  |  |
|  | 2. Ramon Vilana-Perles i Ribes ? - 1697                   |  |  |  |  |  |  |  |  |  |  |  |  |  |  |  |
|  |                                                           |  |  |  |  |  |  |  |  |  |  |  |  |  |  |  |
|  |                                                           |  |  |  |  |  |  |  |  |  |  |  |  |  |  |  |
|  | 10. Joan de Ribes                                         |  |  |  |  |  |  |  |  |  |  |  |  |  |  |  |
|  |                                                           |  |  |  |  |  |  |  |  |  |  |  |  |  |  |  |
|  |                                                           |  |  |  |  |  |  |  |  |  |  |  |  |  |  |  |
|  | 5. Joana de Ribes                                         |  |  |  |  |  |  |  |  |  |  |  |  |  |  |  |
|  |                                                           |  |  |  |  |  |  |  |  |  |  |  |  |  |  |  |
|  |                                                           |  |  |  |  |  |  |  |  |  |  |  |  |  |  |  |
|  | 11. Anna Pallàs                                           |  |  |  |  |  |  |  |  |  |  |  |  |  |  |  |
|  |                                                           |  |  |  |  |  |  |  |  |  |  |  |  |  |  |  |
|  |                                                           |  |  |  |  |  |  |  |  |  |  |  |  |  |  |  |
|  | 1. Ramon Frederic de Vilana-Perles i Camarasa 1663 - 1741 |  |  |  |  |  |  |  |  |  |  |  |  |  |  |  |
|  |                                                           |  |  |  |  |  |  |  |  |  |  |  |  |  |  |  |
|  |                                                           |  |  |  |  |  |  |  |  |  |  |  |  |  |  |  |
|  | 6. Miquel Camarasa                                        |  |  |  |  |  |  |  |  |  |  |  |  |  |  |  |
|  |                                                           |  |  |  |  |  |  |  |  |  |  |  |  |  |  |  |
|  |                                                           |  |  |  |  |  |  |  |  |  |  |  |  |  |  |  |
|  | 3. Eulàlia Camarasa i Reverter ? - 1676                   |  |  |  |  |  |  |  |  |  |  |  |  |  |  |  |
|  |                                                           |  |  |  |  |  |  |  |  |  |  |  |  |  |  |  |
|  |                                                           |  |  |  |  |  |  |  |  |  |  |  |  |  |  |  |
|  | 7. Teresa Reverter                                        |  |  |  |  |  |  |  |  |  |  |  |  |  |  |  |
|  |                                                           |  |  |  |  |  |  |  |  |  |  |  |  |  |  |  |
|  |                                                           |  |  |  |  |  |  |  |  |  |  |  |  |  |  |  |

## Joventut i formació
L'any 1681 obtingué un benefici eclesiàstic i fou nomenat ciutadà honrat de Barcelona. Va cursar els seus estudis a la Universitat de l'Estudi General de Barcelona i l'any 1688, amb 25 anys, era doctor en dret civil i canònic. El 1697 era notari públic i l'any següent fou nomenat també notari reial., professió que exerciria fins al 1703. Com a notari reial fou capità de la Coronela de Barcelona des del 1684 i fins al 1697; l'any següent 1698 fou elevat a la dignitat de ciutadà honrat de Barcelona.

## Guerra de Successió Espanyola

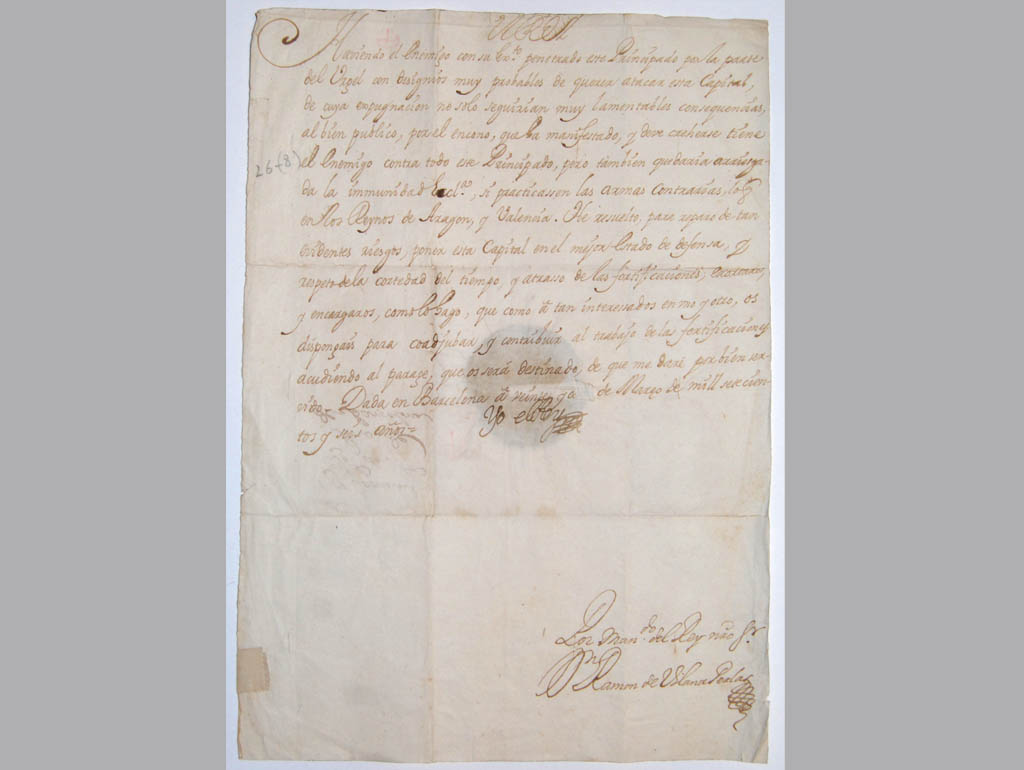
Carta de Vilana-Perles demanant a la Comunitat de Preveres de Santa Maria del Pi de participar en el reforç de les muralles de la ciutat l'any 1706.

Amb l'adveniment del canvi dinàstic i l'entronització de Felip d'Anjou com a nou monarca espanyol, Ramon de Vilana va ser un dels participants de la conferència del Tres Comuns que va rebutjar la petició del rei Felip V d'Espanya de modificar les còpies del testament de Carles II. Acusat d'austriacista, fou empresonat pel virrei Velasco el 20 juny del 1704 juntament amb l'historiador i home de negocis Narcís Feliu de la Penya. Esclatada la Guerra de Successió Espanyola, foren alliberats el 1705, després de la capitulació de Barcelona a les forces austriacistes, i aquell mateix any l'arxiduc Carles d'Àustria el nomenà Protonotari de la Corona d'Aragó; esdevingut home de confiança de Carles d'Àustria i el seu secretari personal, en virtut del seu càrrec li correspongué a ell signar tots els articles de les noves Constitucions catalanes de 1705-1706, pas previ al jurament que n'havia de fer el nou rei. Seguí Carles d'Àustria durant la major part de les campanyes bèl·liques entre 1706 i 1710, participant en consells de guerra i entrant dues vegades a Madrid al costat del rei, així com prenent-li el jurament als Furs d'Aragó i els Furs de València. L'agost de 1710 fou nomenat marquès de Rialp i, l'any següent, quan davant de la mort del germà de Carles d'Àustria aquest esdevingué emperador i marxà a Viena, Ramon de Vilana Perles quedà a Barcelona com a secretari personal i home de confiança de l'emperadriu Elisabet Cristina de Brunsvic-Wolfenbüttel. El 19 de març de 1713 Ramon de Vilana va marxar a Viena amb el seguici de l'emperadriu, restant a Barcelona el mariscal Guido Starhemberg com a virrei, que en virtut del Conveni per a l'evacuació de Catalunya signaria el Conveni de l'Hospitalet el 22 de juny de 1713.

### Viena

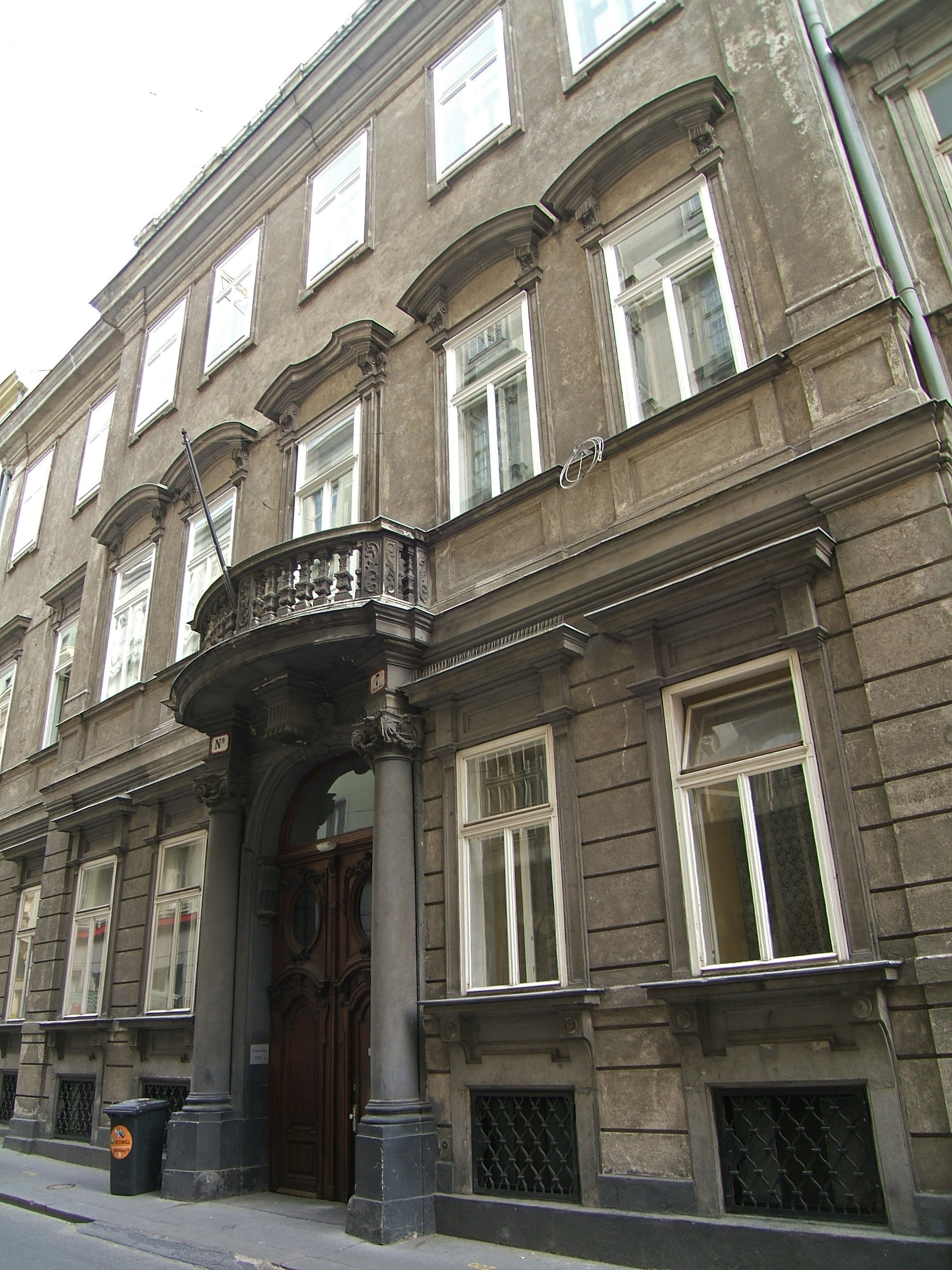
La Corbllischen Haus, situada al número 7 de la Johannesgasse de Viena, fou la residència de Vilana-Perles l'any 1719

El 30 de juny de 1713 es convocà la Junta de Braços que resolgué proclamar la continuació de la guerra. Des de Viena estant, Ramon de Vilana Perles envià a Barcelona al seu cunyat Francesc de Verneda com a comissionat secret de l'emperador Carles d'Àustria. Entre tant Vilana Perles tingué una participació decisiva en el Tractat de Rastatt, però tot i així no pogué resoldre satisfactòriament les aspiracions catalanes de mantenir l'ordenament constitucional. Participà finalment en el Tractat de Baden (7 de setembre de 1714 i, anys després, en les negociacions de pau a Paris i en el Tractat de Viena (1725) pel que s'acordà, a costa de renunciar al tron espanyol i no restituir les Constitucions Catalanes, una amnistia general i autorització perquè els exiliats austriacistes poguessin retornar a Catalunya i recuperar propietats i béns.
L'any 1715 el seu germà Pau Vilana-Perles (Barcelona, 1669 - Salern, 1729) s'instal·là al Regne de Nàpols, essent nomenat arquebisbe de Brindisi, i 1723 arquebisbe de Salern. Per la seva part Ramon de Vilana Perles bescanvià algunes de les seves possessions al Regne de Nàpols i adquirí de la Cambra Imperial d'Àustria part de les terres que s'havien confiscat a la família Zrinski després de la conspiració Zrinski-Frankopan. Les finques estaven a Karlovac, Brod na Kupi, Ozalj, Čabar, Gerovo, així com diversos senyorius més petits de Gorski Kotar, Bakar, Grobnik, Hreljin, Grižane, Kraljevica, més altres propietats a la costa de l'Adriàtic i els seus voltants. La possessió de Trieste esdevingué un element geoestratègic en ser el pont d'enllaç entre Àustria i el Regne de Nàpols, mentre Fiume havia de proporcionar un vincle amb Hongria i el Banat de Temesvar, on la colònia d'exiliats austriacistes espanyols va fundar Nova Barcelona, operació que va ser confiada a Ramon de Vilana Perles. Aquest va continuar exercint com a Secretari d'Estat i de despatx Universal, confiant-se-li també el secretariat per afers del Nord (Països Baixos austríacs), fins a la seva dimissió el 1737.

## Mort
Vilana Perles va morir el 5 de juny de 1741 a Viena, probablement a causa de tuberculosi, i va ser enterrat a la Schottenkirche de la capital imperial, si bé la seva tomba no hi està identificada. La gestió de les seves finques a Croàcia va ser confiada a Antoni de Verneda i Sauleda Rovira (Gènova, 1693 - Fiume, 1774), mentre el seu fill Francesc de Vilana Perles fou governador de Timisoara entre 1753 i 1759.

## Matrimoni i descendència
Es casà el 13 de novembre de 1689 amb Teresa Fàbregues, de 17 anys, filla de l'adroguer Joan Domènec Fàbregues i d'Eulàlia Morell. El matrimoni tingué 10 fills:
- Gertrudis (1692), casada amb Josep de Figuerola i Argullol, comte de Figuerola. Comtessa de Castelnovo (1719), baronessa de Crizacore (1720) i duquessa de Maierà (1726).
- Maria (1693 - 1708)
- Francesca (1694 - 1754), va fer professió de fe monàstica al Monestir de Montsió de Barcelona l'any 1710 i n'esdevingué priora entre 1744-1748.
- Teresa (1697), religiosa
- Maria Antònia (1699), casada amb el notari Antonio Luzán Suelves.
- Maria Ignàsia, (1702 - 1721), casada amb el general Juan Jacinto Vazquez y Vargas, comte de Pinos Puente
- Francesc (1704), casat amb Maria Josepa de Sinzendorf. Va ser l'hereu i esdevingué general a Viena.
- Carles (1707)
- Paula (1708)
- Maria Josepa (1710), comtessa de Somaglia

## Llegat
El seu nom estaria en l'origen del nom de Perlez, un llogaret al municipi de Zrenjanin (Sèrbia).